# Falklandoglenes weddelli
Espèce
Falklandoglenes weddelli est une espèce d'araignées aranéomorphes de la famille des Linyphiidae.

## Distribution
Cette espèce est endémique des îles Malouines. Elle se rencontre sur l'île Weddell.

## Description
Le mâle holotype mesure 2,94 mm et la femelle paratype 3,41 mm.

## Systématique et taxinomie
Cette espèce a été décrite par Lavery et Snazell en 2023.

## Étymologie
Son nom d'espèce lui a été donné en référence au lieu de sa découverte, l'île Weddell.

## Publication originale
- Lavery & Snazell, 2023 : « The spiders of the Falkland Islands 2: non-erigonine Linyphiidae. » Arachnology, vol. 19, no 4, p. 681-698.